# بیلا آگ
بیلا آگ (انگلیسی: Billa) شرکت خرده‌فروشی اتریشی است، که در زمینه مدیریت بر سوپرمارکت‌ها و فروشگاه‌های زنجیره‌ای فعالیت می‌نماید.
شرکت بیلا در سال ۱۹۵۳ توسط کارل ولاشک تأسیس شد و هم‌اکنون مالک شبکه‌ای از ۳۶۴۵ سوپرمارکت در اروپا می‌باشد. دفتر مرکزی این شرکت در شهر واینر نویدروف، اتریش قرار دارد.